# Agnia pubescens
Agnia pubescens là một loài bọ cánh cứng trong họ Cerambycidae.